# Abdelfattah Mourou

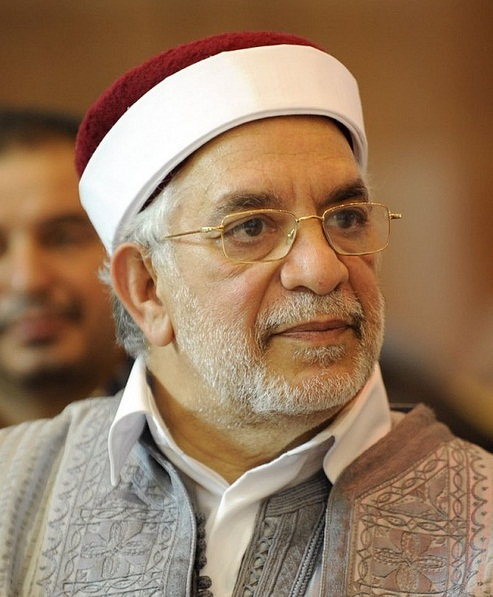
Abdelfattah Mourou (2014)

Abdelfattah Mourou (arabisch عبد الفتاح مورو Abd al-Fattah Muru; geboren 1948 in Tunis) ist ein tunesischer Politiker und islamischer Theologe. Er ist zusammen mit Raschid al-Ghannuschi einer der Gründer der Ennahda, einer 1981 gegründeten islamistischen Partei in Tunesien.
Abdelfattah Mourou besuchte das von Großwesir Muhammad III. al-Husain (Sadok Bey) eingerichtete Collège Sadiki in Tunis. Nach dem Abitur 1966 studierte er Recht und islamische Theologie. In den 1970er-Jahren arbeitete er als Richter und als Anwalt. Nach der Parteigründung 1981 musste er zwei Jahre ins Gefängnis. In den 1980er-Jahren lebte er zwei Jahre in Saudi-Arabien und arbeitete für die Islamische Weltliga.
Bei der Parlamentswahl 2014 wurde er zum Mitglied der Volksrepräsentantenversammlung und einer ihrer zwei Vizepräsidenten gewählt.
Bei der ersten Runde der Präsidentschaftswahl 2019 belegte er mit 12,9 % Rang 3 und erreichte somit nicht die Stichwahl.